# Herberk (časopis)
Herberk (podtitul Útulna poezie) je český literární časopis. Vychází pouze v internetové verzi, využívá doménu někdejšího časopisu MagazLín. Časopis založil v roce 2012 Jaroslav Kovanda, šéfredaktorem je Tomáš Lotocki. Vychází tři čísla do roka, která jsou přístupná na webových stránkách www.herberk.eu ve formátu Portable Document Format pro tisk nebo stažení na čtečku. Herberk se zaměřuje na současnou českou poezii a prózu (publikovali zde Nikola Muchová, Petr Motýl, Petr Štengl a další autoři), uveřejňuje také překlady (Beno Budar, Yusef Komunyakaa, Andrej Vozněsenskij, moderní íránská ženská poezie), publicistiku (studie o českých překladech Jacka Kerouaca, nekrolog Vladimíra Binara) i archivní kuriozity, jako např. juvenilní poezie filmového režiséra Jiřího Sequense. V časopise se objevují také jako „hosté“ inspirativní autoři z minulosti (Marie von Ebner-Eschenbachová, Adam Asnyk, J. M. Troska), pravidelná rubrika „Básníci Petrova ticha“ se věnuje literatuře na rybářské téma (Ted Hughes, Jiří Mahen a další). Každé číslo ilustrují ukázky z tvorby současných výtvarných umělců (Jiří Šalamoun, Vendula Chalánková).